# Center for Security Studies
Le Center for Security Studies (CSS) est un centre de compétence de politique de sécurité suisse et internationale qui fait partie de l’École polytechnique fédérale de Zurich (EPFZ)

## Description
Le CSS a été fondé en 1986 par le Prof. Dr Kurt Spillmann. Il est actuellement dirigé par le Prof. Dr Andreas Wenger, et cela depuis 2002,. Le CSS fait partie du département des sciences humaines, sociales, et politiques (D-GESS) de l’EPFZ Ensemble avec les chaires des sciences politiques à l’EPFZ et l’université de Zurich, il constitue le Centre d'études comparatives et internationales (CEI Zurich).
Le CSS offre de l’expertise en matière de politique de sécurité dans  les domaines de la recherche et de l’enseignement ainsi que divers services de conseils. Il promeut la compréhension des défis en matière de politique de sécurité et travaille de manière indépendante et scientifiquement fondé. Le CSS lie la recherche à la consultation politique et agit ainsi comme pont entre la science et le pratique. Il forme des jeunes chercheurs hautement qualifiés et sert de point de contact et d’information pour tout public intéressé,.
Le CSS maintient un partenariat stratégique avec le département fédéral de la défense, de la protection de la population et des sports (DDPS) depuis 2004 ainsi qu’un partenariat semblable avec le département fédéral des affaires étrangères (DFAE) depuis 2012,,.